# Коулсвілл (Нью-Йорк)
Коулсвілл (англ. Colesville) — місто (англ. town) в США, в окрузі Брум штату Нью-Йорк. Населення — 4868 осіб (2020).

## Історія
Вперше місцевість була заселена близько 1785 року. Місто Коулсвілл засноване 1821 року з частини міста Віндзор. Роберт Гарпер позичив своє ім’я громаді Гарперсвілл. Вважається, що він відповідає за численні класичні імена, присвоєні громадам у центральній частині Нью-Йорка.

## Демографія
Згідно з переписом 2010 року, у місті мешкали 5232 особи в 2004 домогосподарствах у складі 1420 родин. Було 2302 помешкання
Расовий склад населення:
| - 97,2 % — білих - 0,5 % — чорних або афроамериканців - 0,4 % — азіатів - 0,2 % — корінних американців |

До двох чи більше рас належало 1,6 %. Частка іспаномовних становила 1,5 % від усіх жителів.
За віковим діапазоном населення розподілялося таким чином: 23,5 % — особи молодші 18 років, 62,5 % — особи у віці 18—64 років, 14,0 % — особи у віці 65 років та старші. Медіана віку мешканця становила 42,4 року. На 100 осіб жіночої статі у місті припадало 107,3 чоловіків;  на 100 жінок у віці від 18 років та старших — 103,4 чоловіків також старших 18 років.
Середній дохід на одне домашнє господарство  становив 56 980 доларів США (медіана — 48 175), а середній дохід на одну сім'ю — 65 705 доларів (медіана — 61 179). Медіана доходів становила 43 393 долари для чоловіків та 37 900 доларів для жінок. За межею бідності перебувало 16,6 % осіб, у тому числі 18,5 % дітей у віці до 18 років та 8,9 % осіб у віці 65 років та старших.
Цивільне працевлаштоване населення становило 2192 особи. Основні галузі зайнятості: освіта, охорона здоров'я та соціальна допомога — 30,8 %, виробництво — 11,8 %, науковці, спеціалісти, менеджери — 9,9 %, роздрібна торгівля — 9,8 %.